# ۱۱۶۷ (میلادی)
۱۱۶۷ (میلادی) هزار و صد و شصت و هفتمین سال تقویم میلادی است.

## درگذشتگان
‎